# Microctenochira obscurata
Microctenochira obscurata là một loài bọ cánh cứng trong họ Chrysomelidae. Loài này được Swietojanska & Borowiec miêu tả khoa học năm 1999.